# Louise van Baden (1811-1854)
Louise Amalia Stefanie (Schwetzingen, 5 juni 1811 – Karlsruhe, 19 juli 1854) was prinses van Baden. Ze was de oudste dochter van groothertog Karel en Stéphanie de Beauharnais.
Op 9 januari 1830 trad zij te Karlsruhe in het huwelijk met prins Gustaaf van Wasa, voormalig kroonprins van Zweden. Het echtpaar woonde op Schloss Schönbrunn. 
Louise en Gustaaf hadden samen twee kinderen:
- Lodewijk (Wenen 3 maart - 7 maart 1832)
- Carola (1833-1907); ∞ (1853) prins Albert van Saksen (1828-1902), later koning van Saksen

In 1844 werd het huwelijk van Louise en Gustaaf ontbonden.